# MERRY-GO-ROUND (RAZZ MA TAZZの曲)
「MERRY-GO-ROUND」（メリーゴーランド）は、1996年4月15日にフォーライフ・レコードから発売されたRAZZ MA TAZZの7枚目のシングル。

## 概要
TBS『COUNT DOWN TV』1996年4月度オープニングテーマとなり、オリコンチャート最高10位とRAZZ MA TAZZの中で最も売れたシングルとなった。初盤先着特典にシークレットフォトステッカーが封入された。

## 収録曲
（全作詞：阿久延博／作曲：三木拓次／編曲：今井裕,RAZZ MA TAZZ）
1. MERRY-GO-ROUND [3:49]
2. Oh-Dear Friend [3:07]
3. MERRY-GO-ROUND（Instrumental） [3:46]